# Nyctiophylax nephophilus
Nyctiophylax nephophilus är en nattsländeart som beskrevs av Oliver S. Flint Jr. 1964. Nyctiophylax nephophilus ingår i släktet Nyctiophylax och familjen fångstnätnattsländor. Inga underarter finns listade i Catalogue of Life.